# Пасаргади
Пасаргади (перс. پاسارگاد) — місто в древньому Ірані (Вавилон, Персія), побудоване на високій терасі, за 80 км від Персеполя. Засноване в 550-і до н. е.

## Історія
Будівництво міста розпочав правитель Персії Кір II Великий у 546 до н. е. як своєї столиці. Планування міста здійснювалася так, щоб воно могло витримати землетрус досить великої сили. Однак Кір Великий помер, коли будівництво ще не завершилося. Пізніше Дарій I побудував Персеполь і переніс столицю туди. В 330 році місто було завойоване і зруйноване Олександром Македонським.
До археологічної зони входить мавзолей Кіра, фортеця Толл-е-Тахтім на пагорбі, руїни двох царських палаців і сади в жанрі Чахар багх — чотирьохрівневі сади. Всього археологічна зона покриває площу 1.6 км². 

## Галерея

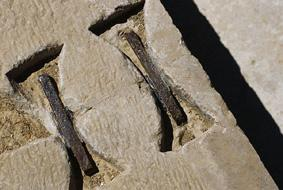
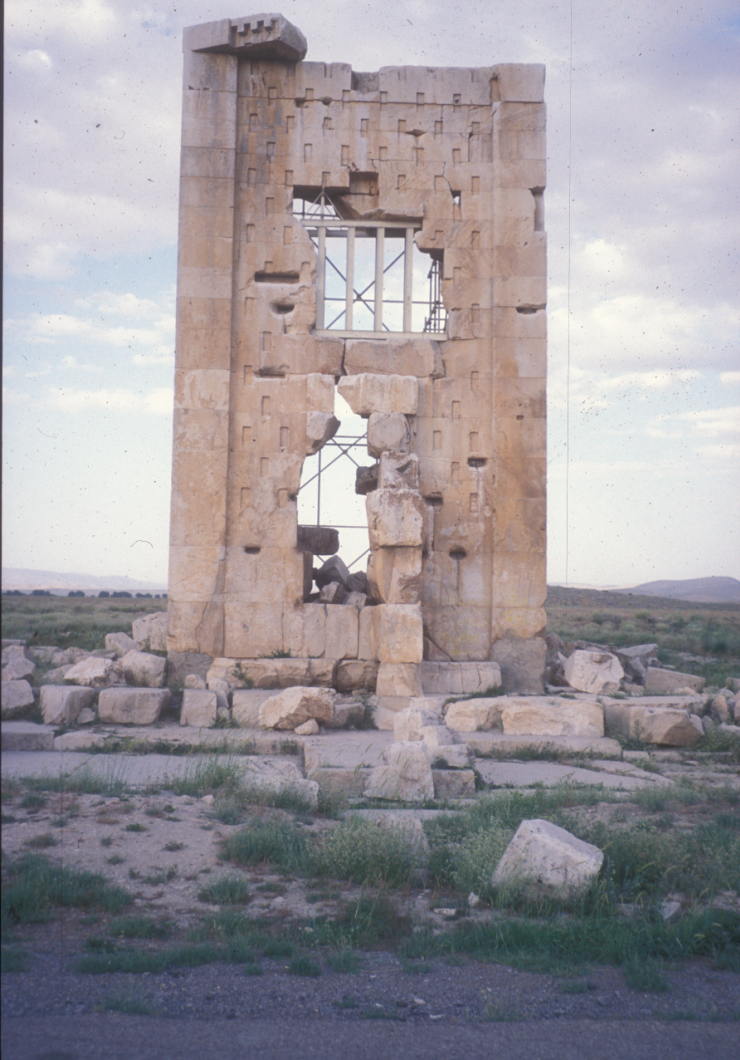
В'язниця Соломона
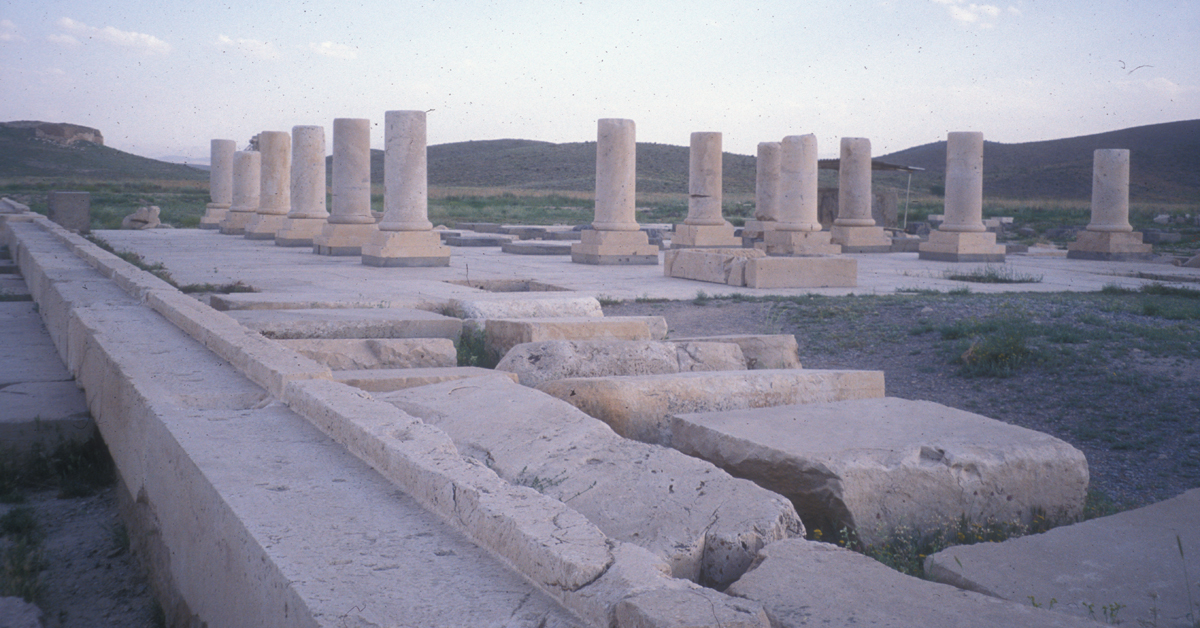
Палац Кіра
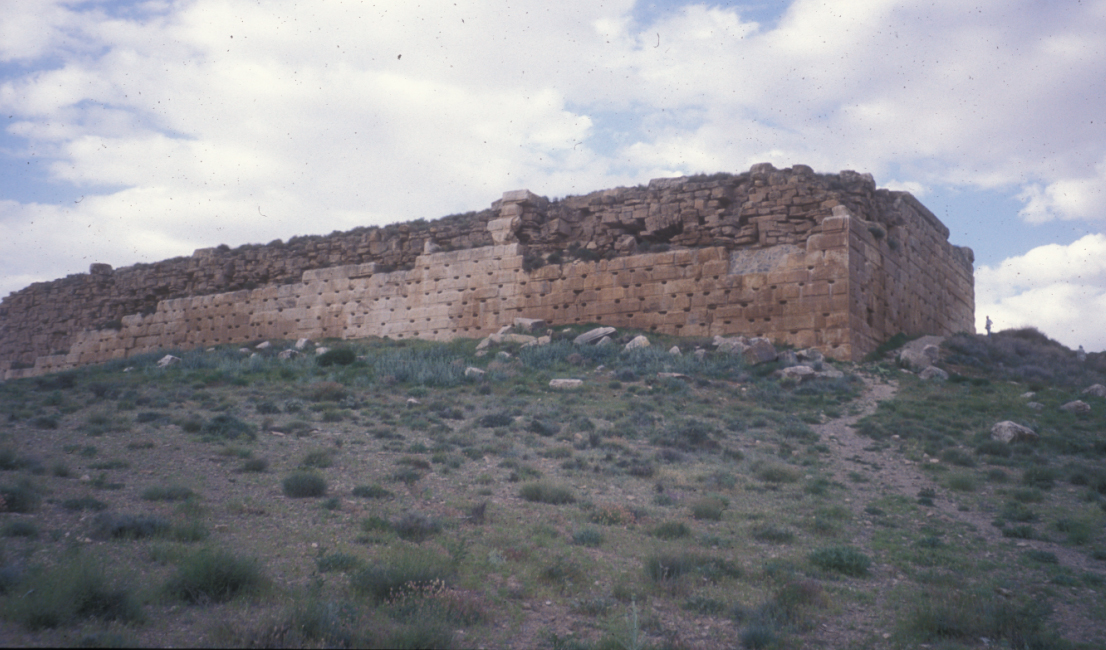
Фортеця Толл-е Тахт
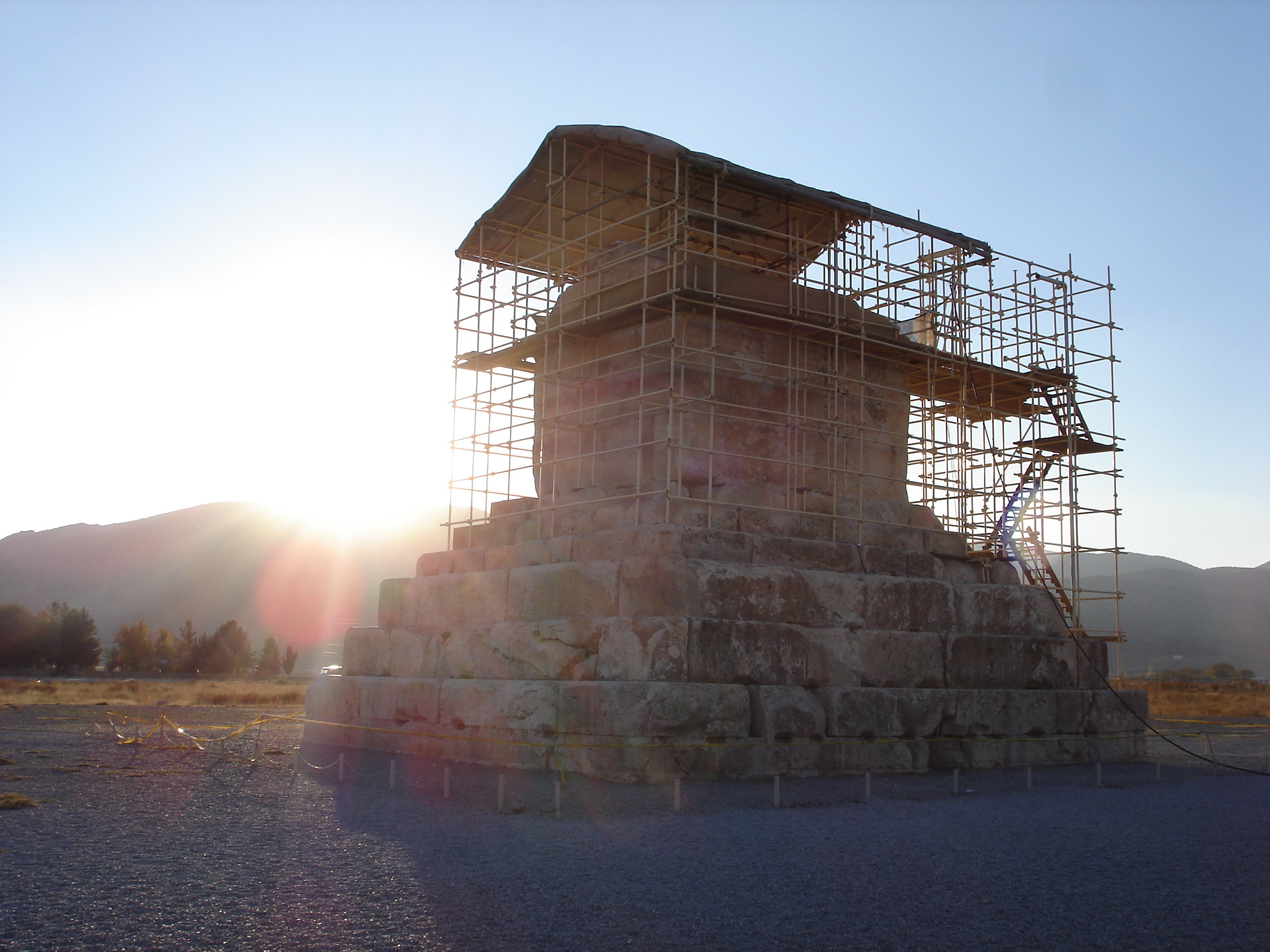
Могила Кіра Великого (на реставрації)
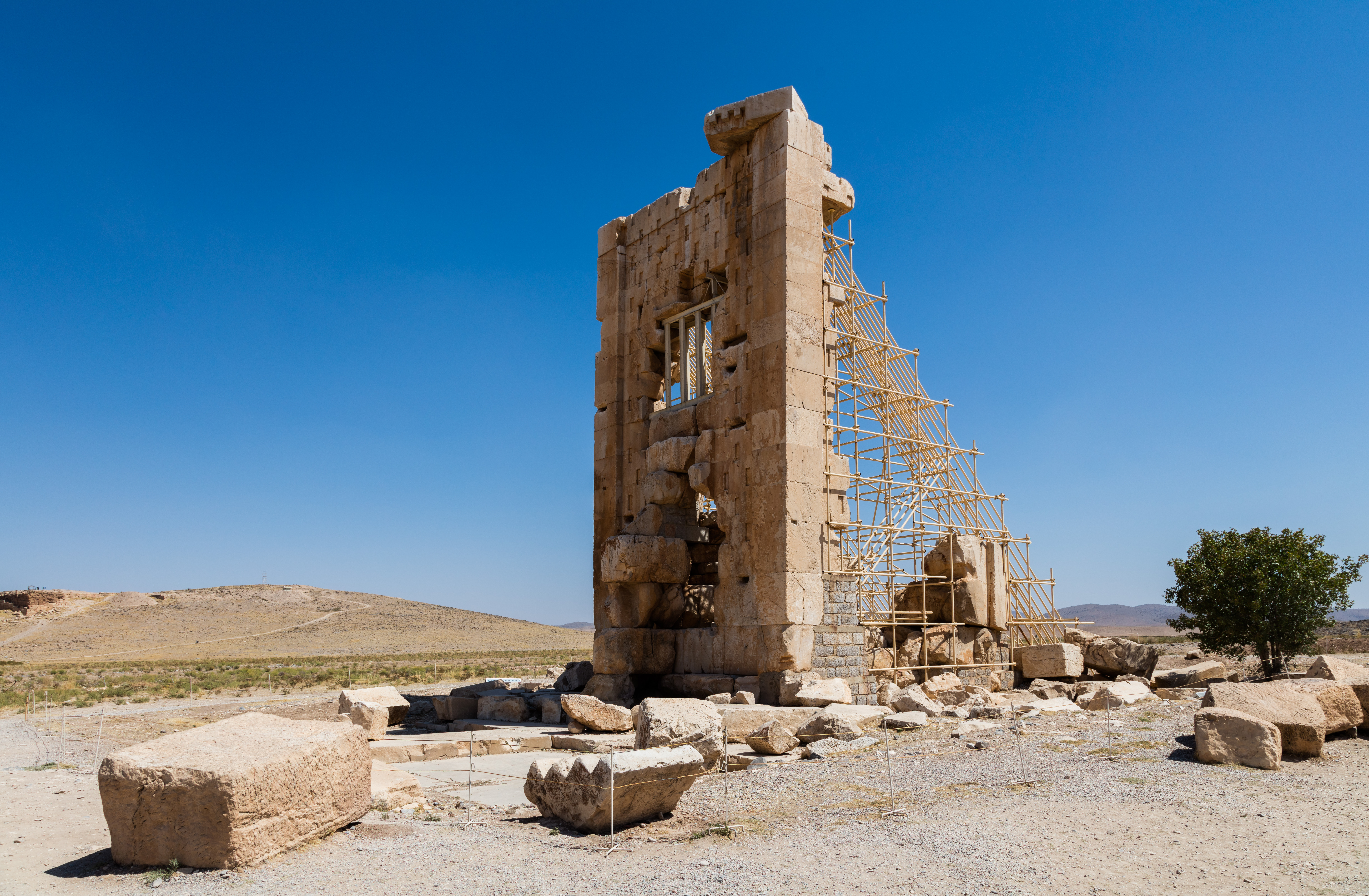
В'язниця Соломона
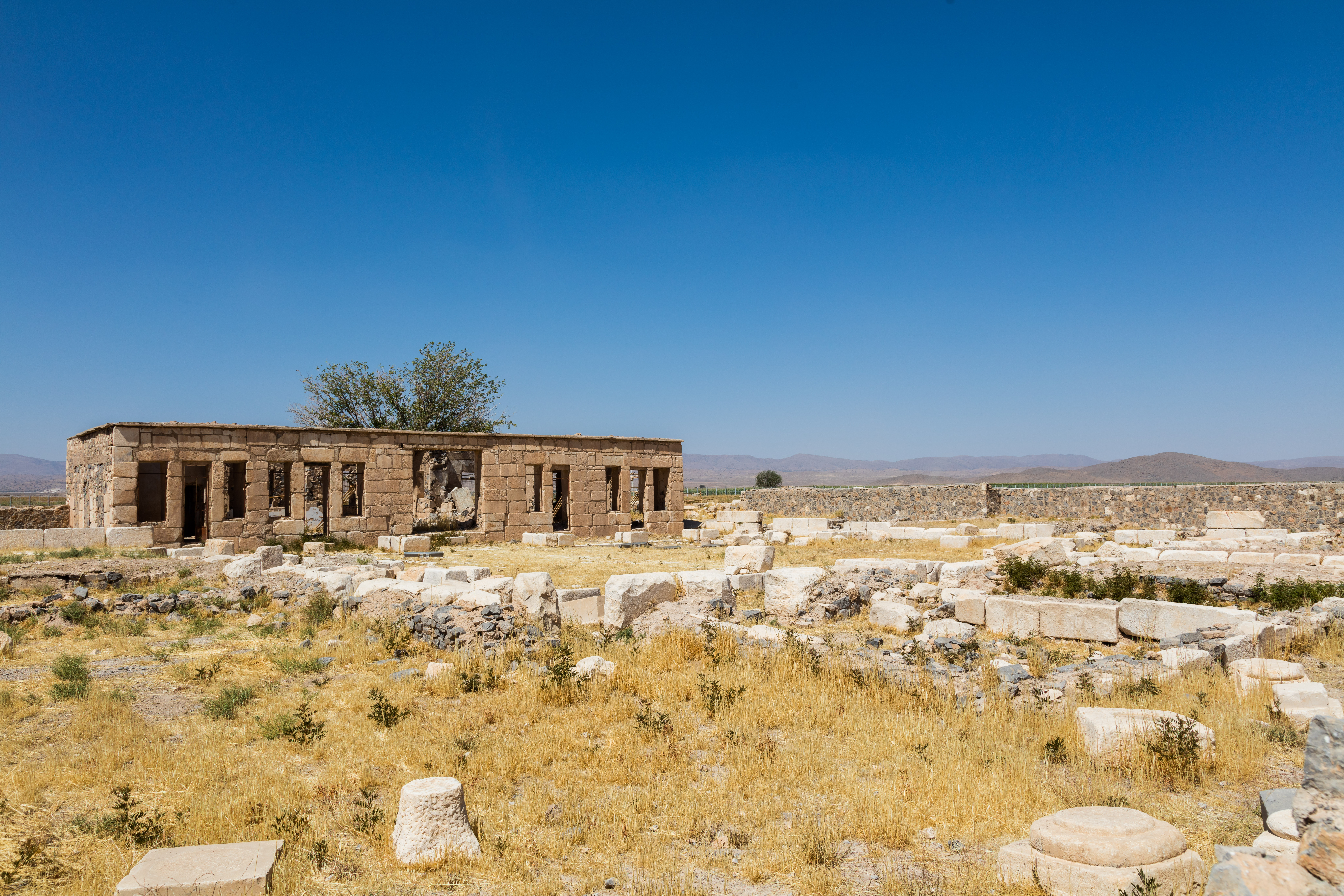
Караван-сарай
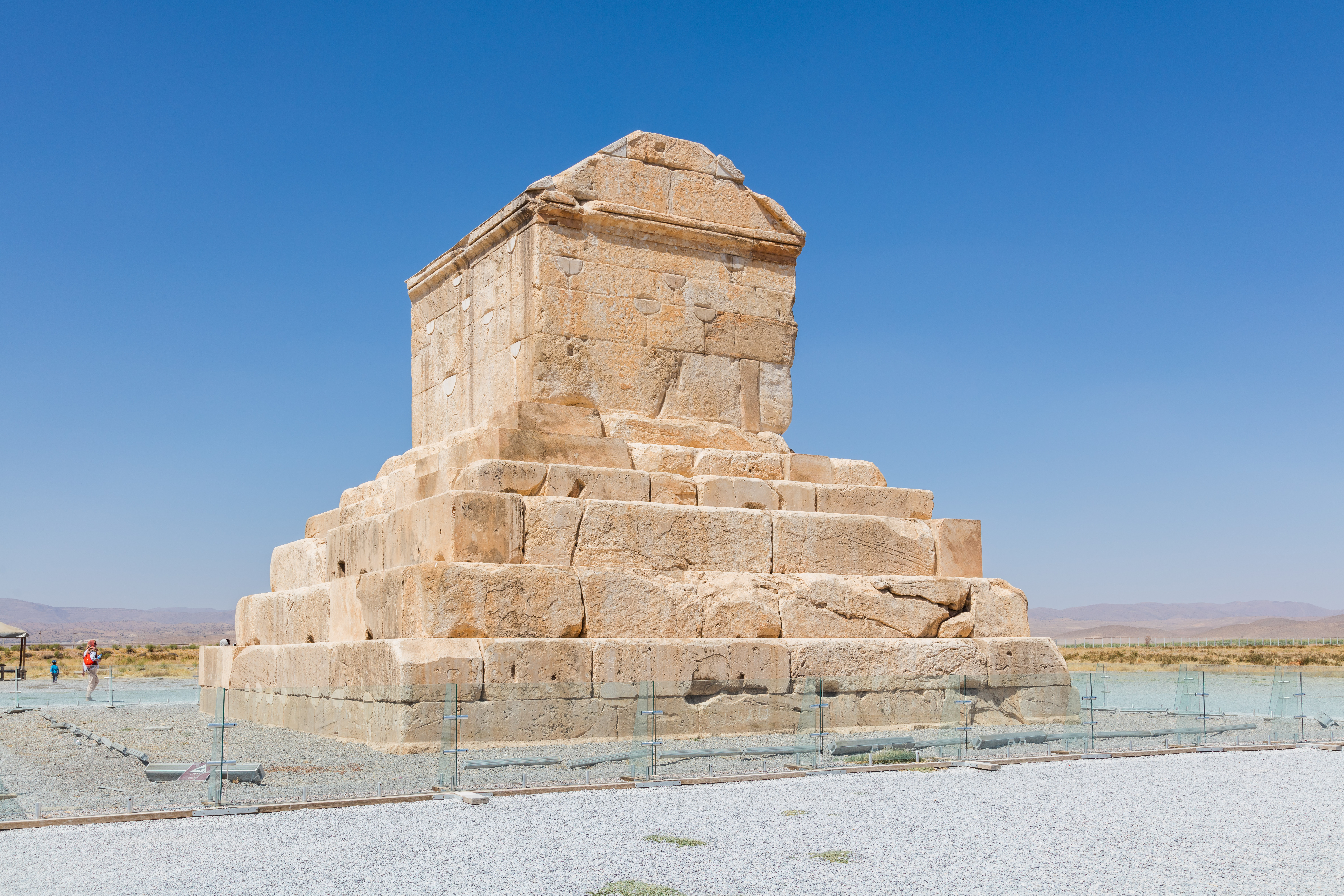
Могила Кіра Великого (на реставрації)